# Prometees
Les Prometees (en grec antic: Προμήθεια, Promḗtheia) eren les festes que se celebraven a Atenes en honor d'Atena, protectora de la ciutat, i de Prometeu, per commemorar que havia concedit el foc a la humanitat.
Era un dels festivals àtics més antics, però no se sap quan es va instituir. La part central de la festa era la lampadedròmia, és a dir, una carrera de torxes (d'aquesta mena de carreres se'n coneixen cinc, pel cap baix). La lampadedròmia de les Prometees començava a l'altar de Prometeu, a l'Acadèmia, i passant pel Ceramic arribava al centre de la ciutat, segurament fins al Pritaneu. La tradició deia que aquesta carrera l'havia instituït el mateix Prometeu. L'arcont presidia la carrera i donava el premi al vencedor. Tant el punt de sortida com el d'arribada van variar al llarg del temps, i Plutarc diu que les torxes s'encenien a l'altar d'Eros, no gaire lluny del de Prometeu.